# Amontada
Amontada est une municipalité brésilienne de l'État du Ceará.